# ルイ・ヴィヴァン
ルイ・ヴィヴァン（Louis Vivin、1861年7月28日 - 1936年5月28日）は、フランスの「素朴派」の画家である。

## 略歴
グラン・テスト地域圏のアドル(Hadol)で生まれた。独学で絵画を学び「素朴派」の代表的画家の一人となった。子供時代から絵を描くのが好きだったが、1922年（59歳）まで郵便局の事務職員で、絵画は余暇の時間に描いた。1889年の郵便職員展覧会に初めて出展した。ドイツの美術評論家、画商のヴィルヘルム・ウーデ(Wilhelm Uhde:1874–1947)にその作品を発見され、展覧会を開くのを支援された。1923年に郵便局の仕事を辞め、画家に専念した。ヴィヴァンの個展は1925年に開かれた。
静物画やパリの風景を描いた。同時代の画家、アンリ・ルソー(1844-1910)やカミーユ・ボンボワ(1883-1970)、アンドレ・ボーシャン(1873-1958)、セラフィーヌ・ルイ(1864-1942)とともに、ヴィルヘルム・ウーデによって「純真画家」(Les peintres du cœur sacré)と称された。「素朴派」の代表的な画家の一人である。
パリで亡くなった。

## 作品

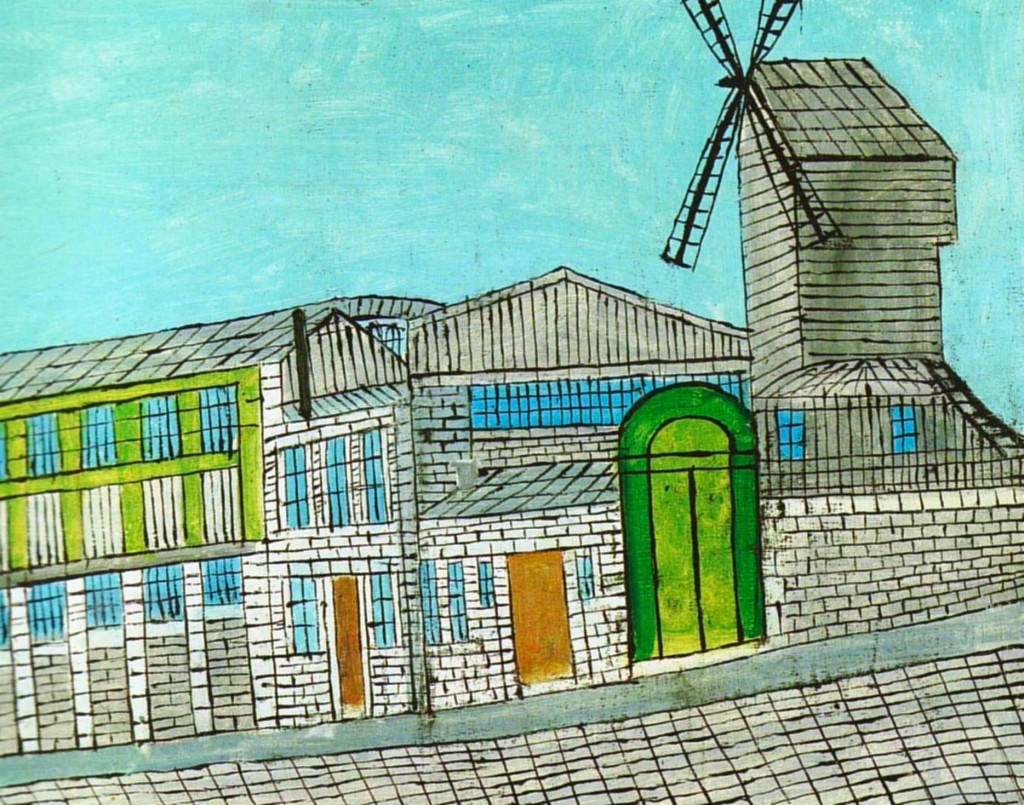
"Le Moulin de la Galette"
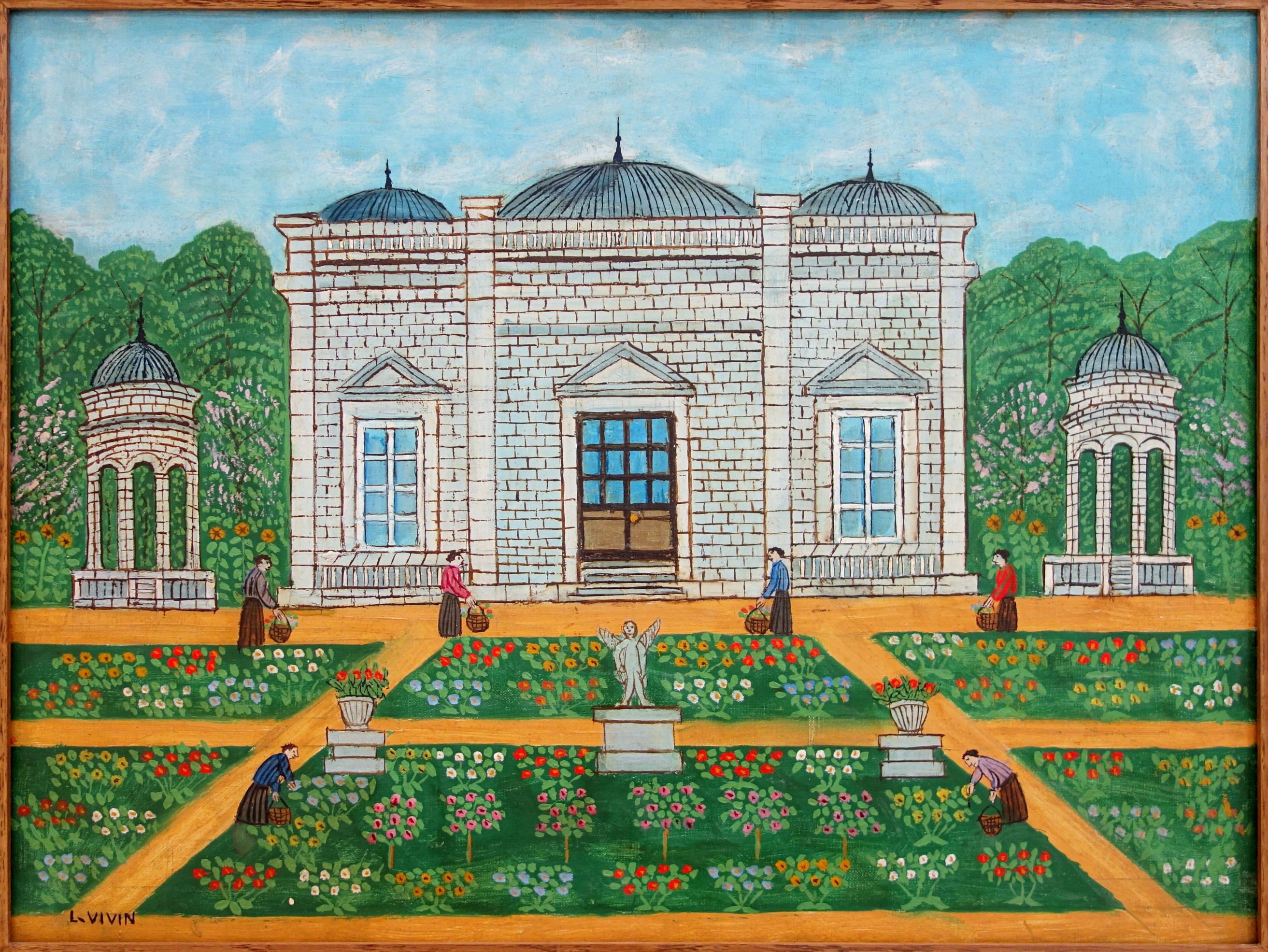
"Le Trianon", au LaM
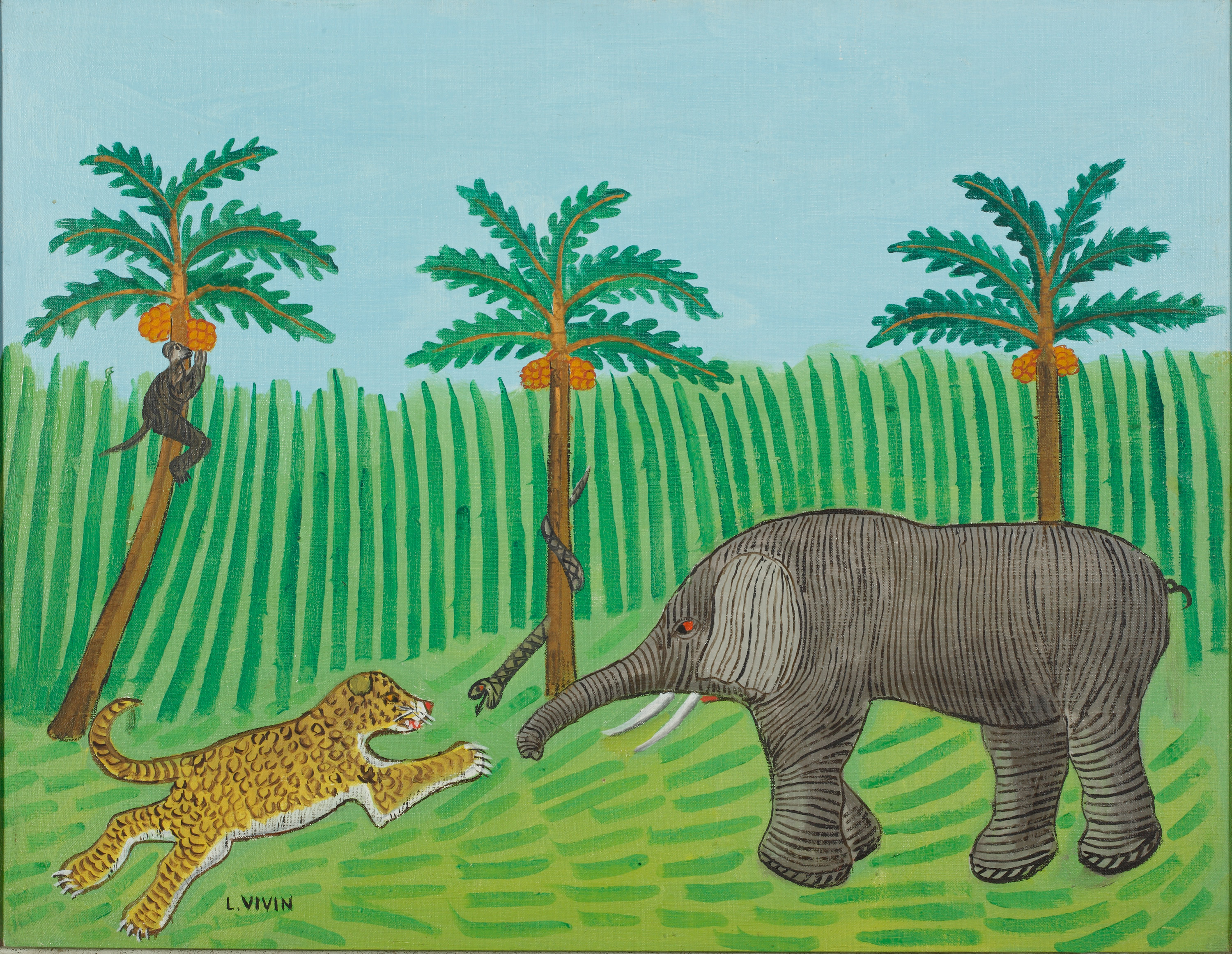
"Jungle"